# Clerus mutillarius
Clerus mutillarius là một loài bọ cánh cứng trong họ Cleridae. Loài này được Fabricius miêu tả khoa học đầu tiên năm 1775.

## Hình ảnh

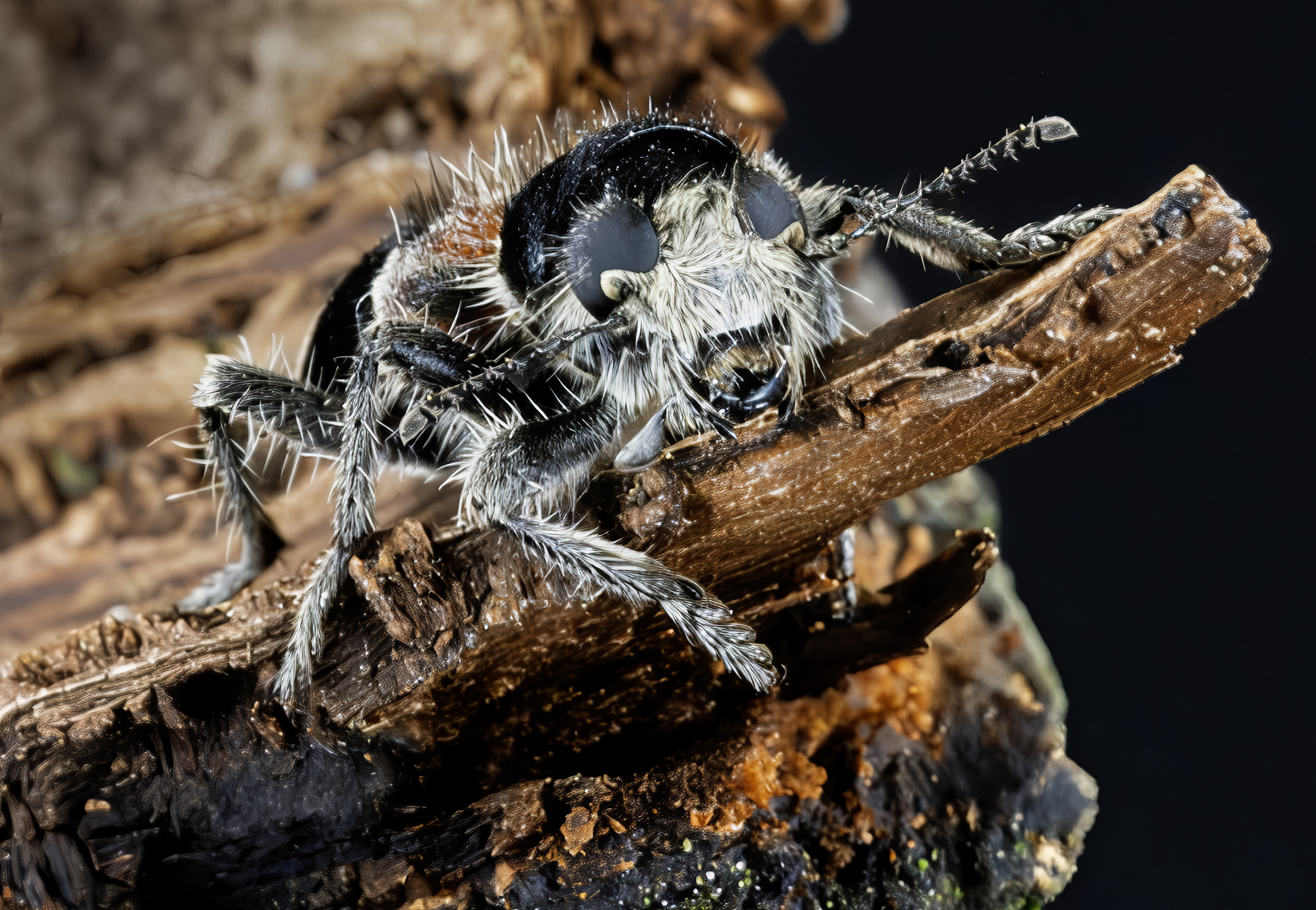
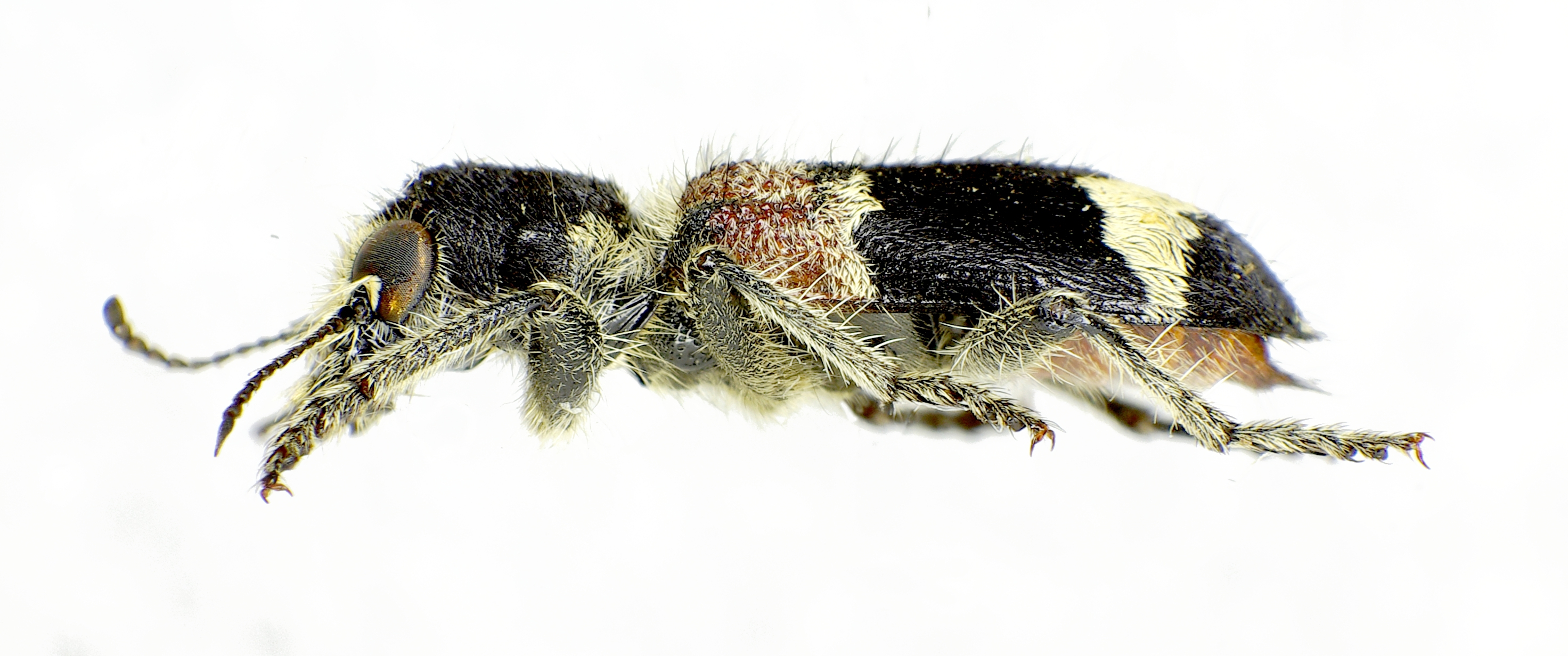
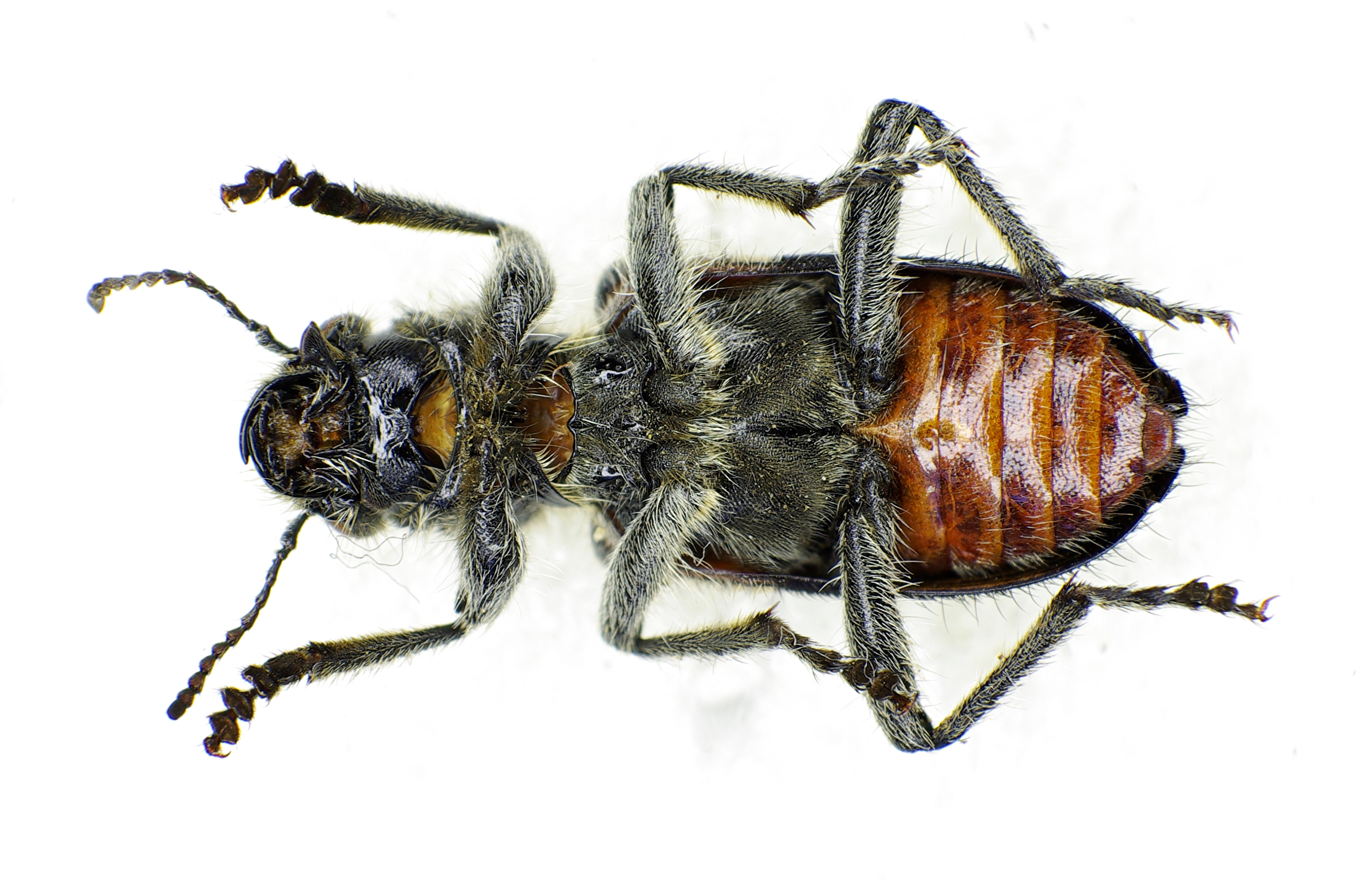
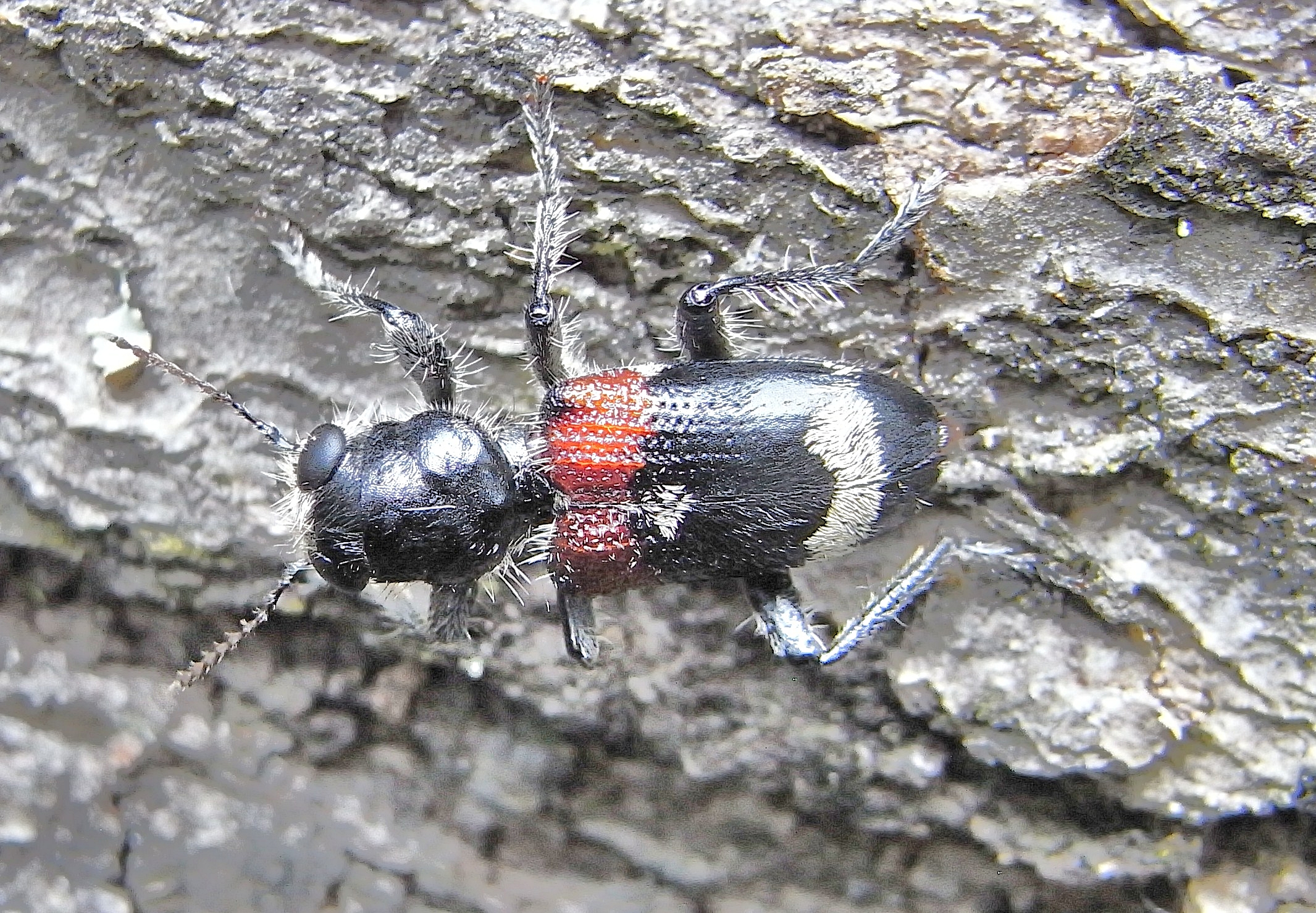